# Keihäsjärvi (sjö i Ylöjärvi, Birkaland)
Keihäsjärvi är en sjö i kommunen Ylöjärvi i landskapet Birkaland i Finland. Sjön ligger 99,9 meter över havet. Arean är 2,08 kvadratkilometer och strandlinjen är 18,84 kilometer lång. Sjön  ingår i Kumo älvs huvudavrinningsområde.   Den ligger omkring 42 km norr om Tammerfors och omkring 200 km norr om Helsingfors. 
I sjön finns öarna Sikosaari, Valtionsaari, Jauhosaari, Hirvisaari, Murhasaari, Hernesaari, Hevossaari och Kanasaari. Sydöst om Keihäsjärvi ligger Kuru kyrkoby och Kuru kyrka. 